# Cupressus dupreziana
El Ciprés del Sáhara (Cupressus dupreziana), también conocido como tarout, es una rara especie de ciprés, perteneciente a la familia de las cupresáceas.

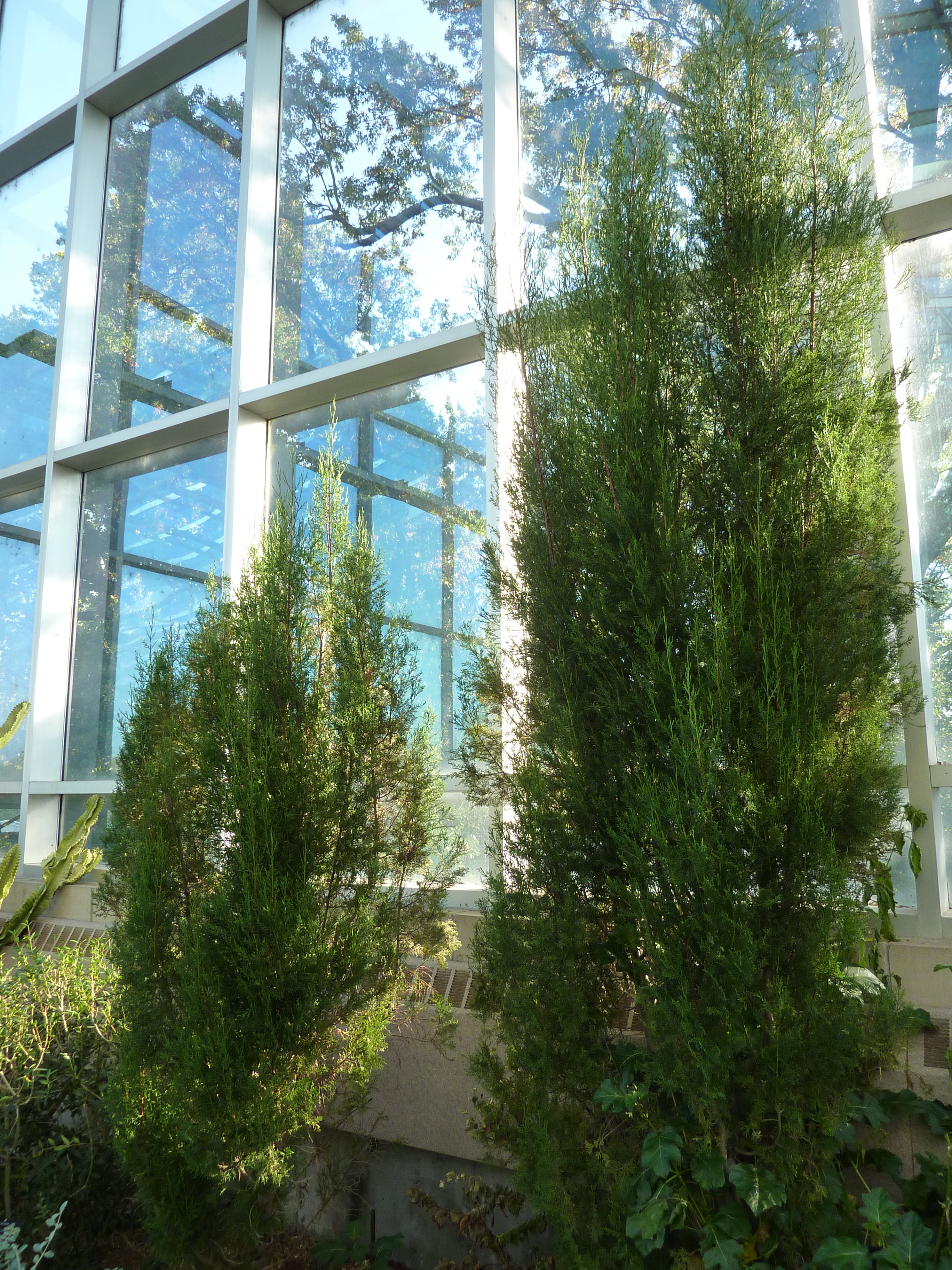
Planta joven

## Distribución
Es una especie endémica de las montañas de Tassili n'Ajjer, situadas en el desierto del Sáhara central, al sureste de Argelia. Descubierta por la comunidad científica en 1864, forman una población arbórea única, alejada cientos de kilómetros de los árboles más cercanos, y concentrada principalmente en la llanura de Tamrit. Únicamente existen 231 ejemplares, lo cual señala su estado de conservación como crítico. La mayoría sobrepasan los 2.000 años de edad, y el ejemplar más alto alcanza los 20 metros. Hay escasa renovación de la población debido a la creciente desertificación del Sáhara y al escaso nivel de precipitaciones, ya que el volumen de lluvias anual en la región se estima en 30 mm.

## Descripción
Esta especie se diferencia respecto de la emparentada Cupressus sempervirens (ciprés del Mediterráneo) en su follaje más azulado, con una pequeña mancha de resina blanca en cada hoja; la más pequeña siempre aparece alisada en un único plano. Posee también pequeños conos, de entre 1.5-2.5 cm. El ciprés de Marruecos (Cupressus atlantica) es muy similar, siendo considerado por varios especialistas como una variedad de Cupressus dupreziana. 
Probablemente, como resultado de su aislamiento y su baja población, el ciprés del Sáhara ha desarrollado un sistema reproductivo único de apomixis masculina, mediante el cual las semillas adquieren completamente el contenido genético del polen, que es capaz de producir por él mismo un embrión, utilizando las semillas de otra especie como medio de difusión. No existe aporte genético de las plantas hembra, que sólo suministran el sustento nutricional (Pichot et alii, 2000). Los retoños son por tanto réplicas exactas del árbol progenitor. El ciprés de Marruecos no comparte esta peculiar característica.
El ciprés del Sáhara es ocasionalmente cultivado en el sur y el oeste de Europa, en parte con fines de conservación de la especie ex situ, y también como árbol ornamental.

## Taxonomía
Cupressus dupreziana fue descrita por Aimée Antoinette Camus y publicado en Bulletin du Muséum d'Histoire Naturelle 32(1): 101. 1926.
Sinonimia
- Cupressus dupreziana subsp. lereddei (Gaussen) Silba
- Cupressus lereddei Gaussen
- Cupressus sempervirens var. dupreziana (Camus) Silba
- Tassilicyparis dupreziana (A.Camus) A.V.Bobrov & Melikyan	[3][4]